# Nekrolog 1290
Nekrolog
◄◄
| ◄
| 1286
| 1287
| 1288
| 1289
| 1290 | 1291 | 1292 | 1293 | 1294 | ► | ►►
Weitere Ereignisse | Allgemeiner Nekrolog 1290
Die Beschreibung der verstorbenen Person sollte so kurz wie möglich gehalten sein und nur deren signifikante Tätigkeit(en) enthalten.
Neue Namen ggf. auch unter dem Geburts- und Sterbedatum, also etwa unter 1. Januar und im Geburts- und Sterbejahr (2024) eintragen (nur bei entsprechender großer Wichtigkeit). Für Beispiele siehe die schon vorhandenen Artikel.
Außerdem über die fünf zuletzt Verstorbenen, zu denen es einen ausreichend guten Artikel für eine Präsentation auf der Hauptseite gibt, nach der todesbedingten Überarbeitung der Artikel ggf. auch unter Wikipedia Diskussion:Hauptseite informieren und sie am besten auch in den anderen Wikipedia-Sprachversionen eintragen. Tipp: Regelmäßig bei news.google.de nach „ist tot“, „gestorben“ oder „verstorben“ suchen.
Wenn eine Person gestorben ist, gibt es viele Seiten zu dieser Person in der Wikipedia, die davon auch betroffen sind und entsprechend aktualisiert werden müssen. Beispiele: Namenübersichtsseite, Geburtsjahr, Geburtsort-Seiten und viele mehr.
Wie finde ich die betroffenen Seiten?
Im Suchfeld auf der linken Seite gibt man den Suchbegriff so ein: „Vorname Nachname“. Dann klickt man auf Volltext und alle Seiten mit entsprechendem Suchtext werden aufgerufen. Hier sieht man dann schnell, wo auch das Todesjahr Sinn macht oder sogar ein Teil des Artikels angepasst werden muss. Auch hilft das „Werkzeug“ auf der linken Seite sehr gut, um solche Seiten aufzufinden: „Links auf diese Seite“. Somit ist die Wikipedia wieder aktuell in allen Bereichen! Hinweis: bei Eintragung der Kategorie „Gestorben JAHR“ wird der Missbrauchsfilter 49 ausgelöst, was jedoch nicht schlimm ist. Siehe: Spezial:Missbrauchsfilter/49
Dies ist eine Liste von im Jahr 1290 verstorbenen bekannten Persönlichkeiten. Die Einträge erfolgen innerhalb der einzelnen Daten alphabetisch sortiert. Tiere sind im Nekrolog für Tiere zu finden.

## Januar
| Tag        | Name                    | Beruf, bekannt als                    | Alter | Beleg |
| ---------- | ----------------------- | ------------------------------------- | ----- | ----- |
| 25. Januar | Heinrich II.            | regierender Graf von Hoya (1235–1290) |       |       |
| 28. Januar | Dervorguilla de Balliol | schottische Adlige                    |       |       |
| 28. Januar | Johann I.               | Graf der vorderen Grafschaft Sponheim |       |       |

## Februar
| Tag        | Name           | Beruf, bekannt als             | Alter | Beleg |
| ---------- | -------------- | ------------------------------ | ----- | ----- |
| 3. Februar | Heinrich XIII. | erster Herzog von Niederbayern | 54    |       |

## März
| Tag      | Name        | Beruf, bekannt als                       | Alter | Beleg |
| -------- | ----------- | ---------------------------------------- | ----- | ----- |
| 26. März | John Kirkby | Geistlicher und Beamter, Bischof von Ely |       |       |

## April
| Tag      | Name               | Beruf, bekannt als                      | Alter | Beleg |
| -------- | ------------------ | --------------------------------------- | ----- | ----- |
| 9. April | Winrich von Ebrach | Abt von Kloster Saar und Kloster Ebrach |       |       |

## Mai
| Tag     | Name              | Beruf, bekannt als                                             | Alter | Beleg |
| ------- | ----------------- | -------------------------------------------------------------- | ----- | ----- |
| 10. Mai | Rudolf II.        | Herzog von Österreich und der Steiermark aus dem Haus Habsburg |       |       |
| Mai     | Alice de Lusignan | französisch-englische Adlige                                   |       |       |

## Juni
| Tag      | Name                   | Beruf, bekannt als                                          | Alter | Beleg |
| -------- | ---------------------- | ----------------------------------------------------------- | ----- | ----- |
| 3. Juni  | Friedrich von Montfort | Bischof von Chur                                            |       |       |
| 8. Juni  | Nikolaus III.          | Herr zu Mecklenburg (1264–1289)                             |       |       |
| 8. Juni  | Beatrice Portinari     | italienische Frau, Jugendliebe Dante Alighieris             |       |       |
| 23. Juni | Heinrich IV.           | Herzog von Schlesien, Herzog von Krakau; Princeps von Polen |       |       |

## Juli
| Tag      | Name          | Beruf, bekannt als                                             | Alter | Beleg |
| -------- | ------------- | -------------------------------------------------------------- | ----- | ----- |
| 10. Juli | Ladislaus IV. | ungarischer König Ladislaus IV. genannt der Kumane (1272–1290) |       |       |

## August
| Tag        | Name                    | Beruf, bekannt als                                              | Alter | Beleg |
| ---------- | ----------------------- | --------------------------------------------------------------- | ----- | ----- |
| 3. August  | Rudolf von Hoheneck     | Erzbischof von Salzburg                                         |       |       |
| 24. August | Zawisch von Falkenstein | böhmischer Adliger aus dem Krumauer Familienzweig der Witigonen |       |       |

## September
| Tag           | Name      | Beruf, bekannt als  | Alter | Beleg |
| ------------- | --------- | ------------------- | ----- | ----- |
| 26. September | Margarete | schottische Königin | 7     |       |

## November
| Tag          | Name                   | Beruf, bekannt als                      | Alter | Beleg |
| ------------ | ---------------------- | --------------------------------------- | ----- | ----- |
| 11. November | Qalawun                | Sultan der Mamluken in Ägypten          |       |       |
| 28. November | Eleonore von Kastilien | erste Ehefrau von Eduard I. von England |       |       |

## Dezember
| Tag          | Name                     | Beruf, bekannt als                 | Alter | Beleg |
| ------------ | ------------------------ | ---------------------------------- | ----- | ----- |
| 18. Dezember | Hermann I. von Henneberg | Graf von Henneberg                 |       |       |
| 18. Dezember | Magnus I.                | schwedischer König (1275–1290)     |       |       |
| 21. Dezember | Gerhard I.               | einziger Graf von Holstein-Itzehoe |       |       |

## Datum unbekannt
| Tag | Name                    | Beruf, bekannt als                                              | Alter | Beleg |
| --- | ----------------------- | --------------------------------------------------------------- | ----- | ----- |
|     | Alv Erlingsson          | norwegischer Lehnsmann                                          |       |       |
|     | Beatrice Contesson      | Adlige aus dem Königreich Arelat                                |       |       |
|     | Elisabeth von Cumania   | Königin von Ungarn                                              |       |       |
|     | Witiko II. von Krumau   | böhmischer Adliger aus dem Krumauer Familienzweig der Witigonen |       |       |
|     | Albert II. von Störmede | Truchsess der Herren von Lippe und Marschall von Westfalen      |       |       |
|     | Gregor II. von Zypern   | Patriarch von Konstantinopel                                    |       |       |
|     | Johann von Bardewik     | Bürgermeister der Hansestadt Lübeck                             |       |       |
|     | Jorays                  | Eparch von Nobatia                                              |       |       |
|     | Bonagiunta Orbicciani   | italienischer Dichter                                           |       |       |